# Victor Massaia
Victor Guilherme Massaia (19 febbraio 1992) è un calciatore brasiliano, difensore del Pelotas.